# Грядки (Смолевичский район)
Гря́дки (бел. Градкі, транслит.: Hradki) — деревня в Смолевичском районе Минской области Беларуси. Входит в состав Жодинского сельсовета. Расположена в 18 км к северо-востоку от Смолевич и в 6 км от железнодорожной станции Жодино (на линии Минск — Орша), в 54 км от Минска. По данным 2013 года, в деревне насчитывалось 10 хозяйств и проживало 13 человек.

## История
Грядки известны с начала XX века как застенок в Смолевичской волости Борисовского уезда Минской губернии. На 1897 год в деревне было 11 дворов и проживало 68 человек.
Согласно переписи 1917 года в Грядках насчитывалось 18 дворов и 21 житель. С февраля по декабрь 1918 года деревня находилась под оккупацией войск кайзеровской Германии, а с августа 1919 по июль 1920 года — войск Польши.
С 1919 года Грядки вошли в состав Белорусской ССР. После Октябрьской революции в деревне была открыта школа, в которой в 1926 году обучалось 58 учеников. В этом же году в деревне было 20 дворов и 97 жителей.
С 20 августа 1924 года деревня входила в Жодинский сельсовет (насчитывалось 30 дворов и 174 жителя) Смолевичского района Минского округа (до 26 июля 1930 года), а с 20 февраля 1938 года — в составе Минской области. В 1930 году в деревне был создан колхоз «Новыя Градкі» (с бел. — «Новые Грядки»).
Во время Великой Отечественной войны с конца июня 1941 года по начало июля 1944 года деревня находилась под оккупацией немецких войск. Один житель погиб в партизанской борьбе, ещё четверо погибли на фронте.
По переписи 1959 года, в деревне проживали 62 человека. С 25 декабря 1962 года Грядки входили в состав Борисовского района, а с 6 января 1965 года — в Смолевичский район.
К 1988 году в деревне было 18 хозяйств и проживало 40 человек. В 1996 году насчитывалось 15 хозяйств и 20 жителей.
По данным 2013 года, в деревне насчитывалось 10 хозяйств и проживало 13 человек.

## География
Расположена в 18 км к северо-востоку от Смолевич и в 6 км от железнодорожной станции Жодино (на линии Минск — Орша), в 54 км от Минска.